# كلفم خاتون
كلفم خاتون أو جولفام خاتون (بالتركية: Gülfem Hatun)‏ هي زوجة السلطان العثماني سليمان القانوني وأم شاهزاده مراد الذي توفي وهو صغير. وُلدت في 1497، وتوفيت في 1562 في إسطنبول.
ظهرت كلفم خاتون بمسلسل حريم السلطان باسم ألفت خانوم, وعكس الجواري اللاتي يمتن اولادهن لم تستبعد كلفم خاتون بحكم تفضيلها من السلطانة الأم أم السلطان سليمان القانوني. وأدت دورها الممثلة التركية سيلين أوزترك - Selen Ozturk.

## نبذة شخصية
جولفام خاتون هي الزوجة الثانية لسلطان سليمان القانونى تزوجها في عام 1511 وتوفيت بين عامى 1561 و1562م
يذكر انه في عام 1521 وقت ميلاد الأمير محمد ابن السلطان سليمان توفى الأمير مراد بمرض الجدري وعلى الارجح هو ابن جولفام خاتون
تذكر بعض الشائعات ان جولفام خاتون قتلت بأمر من السلطان سليمان ما بين عامى 1561 أو 1562حيث انه كتب على قبرها عبارة "holy Martyr أي الشهيد المقدسة والتي تكتب على قبور القتلي الذين قتلوا للاسباب مختلفة.
في عام 1561م بنى مسجد جولفام خاتون في اوسكدار وللمسجد مدرسة و34 غرفة، 11 منزلا و 6 محلات وفرن وحديقة وقد تم تدمير كل ذلك في عام 1930على اثر وقوع زلزال قوى وحريق مدمر
يظهر في الصورة قبر جولفام خاتون ومسجدا لها تم أخذ صورها في عام 1963م.
وهناك الكثير من الاشاعات التي تدور حول قبر جولفام خاتون.. منها ان هناك ضوء تألق من داخل قبرها لعدة أيام بعد وفاتها مباشرة ومن ثم اختفي هذا الضوء.

## الأبناء
- شاهزاده مراد  [لغات أخرى]‏